# 道格·卡彭特
道格·卡彭特（英語：Doug Carpenter，？—2011年7月3日），英国男子赛艇运动员。他曾代表英国参加奥地利菲拉赫举行的1976年世界赛艇锦标赛，获得男子轻量级八人单桨有舵手银牌。